# Andreas Victor Michiels
Andreas Victor Michiels (Maastricht, 30 mei 1797 – Kusamba, Klungkung, Nederlands-Indië, 25 mei 1849) was een Nederlands generaal, commandant van het Indische leger, ridder, officier en commandeur in de Militaire Willems-Orde.

## Loopbaan

### Java-oorlog en Padri-oorlogen

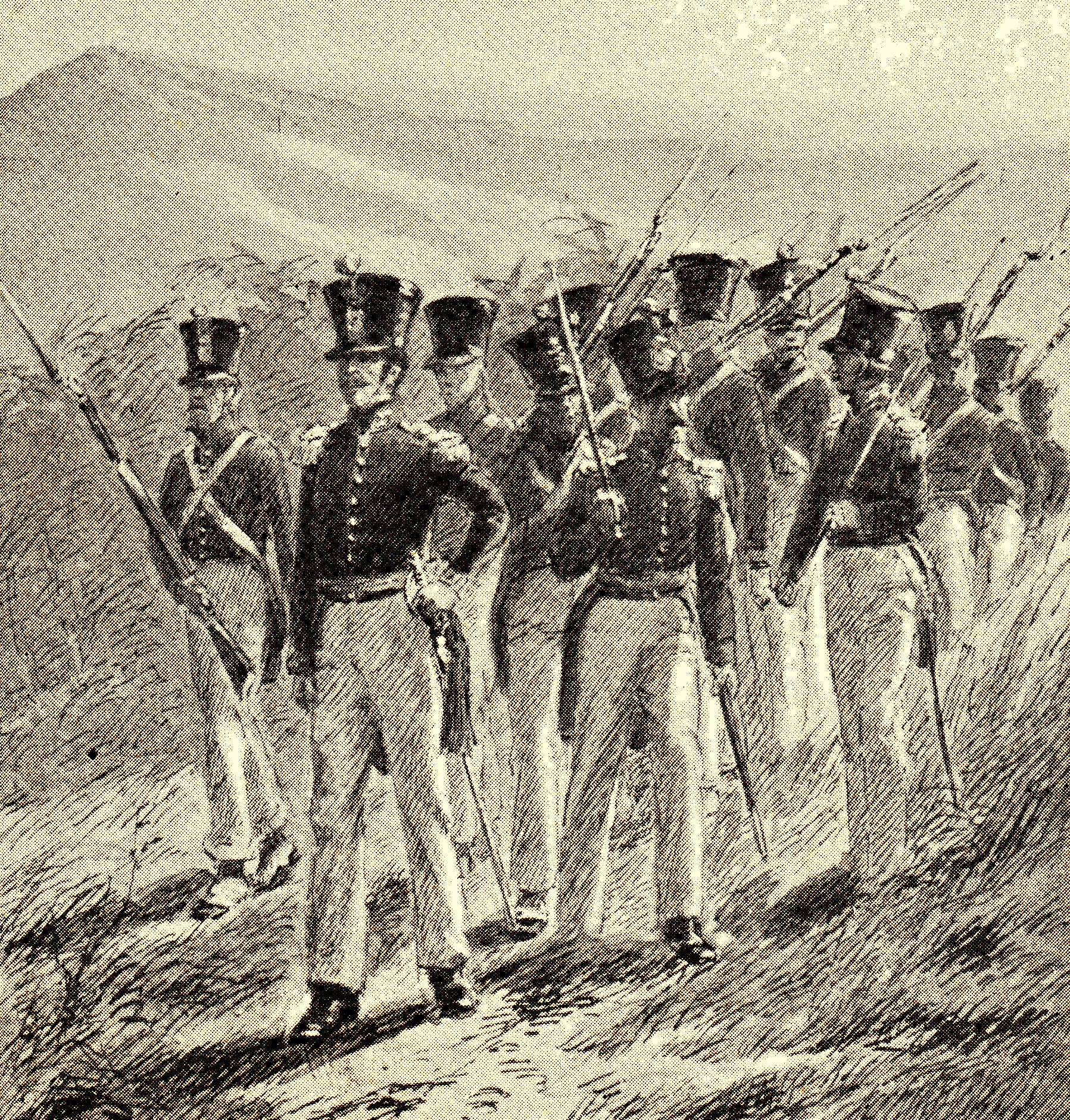
Overste Michiels en zijn troepen

Michiels was door zijn ouders aanvankelijk bestemd voor een gerechtelijke loopbaan; hij doorliep het keizerlijk lyceum te Luik maar werd daarna, in 1814, aangesteld tot tweede luitenant der infanterie, eerst in Franse, toen in Nederlandse dienst. Hij werd in 1815 benoemd tot eerste luitenant en woonde in 1814 en 1815 de veldtocht in Nederland en Frankrijk bij. In 1816 vertrok Michiels naar Indië en nam in 1818 deel aan de krijgsverrichtingen te Cheribon; hij werd datzelfde jaar bevorderd tot kapitein, in 1827 tot majoor, in 1832 tot luitenant-kolonel, in 1837 (bij keuze) tot kolonel en in 1843 tot generaal-majoor titulair. Michiels nam van 1825 tot 1830 deel aan de Java-oorlog en nam daarin een zo'n belangrijk deel, dat hij op één dag bevorderd werd tot ridder en officier in de Militaire Willems-Orde.
In 1831 en 1832 was hij aanwezig bij de strijd op de westkust van Sumatra en dempte hij in 1832 de opstand der Chinezen in Krawang. In 1833 voerde Michiels de expeditie naar Djambi aan, bezette Kompeh en sloot een overeenkomst met de sultan. Hij was daarna werkzaam als inspecteur der schutterijen en inlichtingencorpsen op Java en werd in 1837 benoemd tot militair commandant van Sumatra's Westkust, waar hij, onder de algemene leiding van de als regeringscommissaris opgetreden legercommandant generaal Cochius, de troepen aanvoerde die het lang belegerde Bondjol veroverden. Hij werd vervolgens, in 1837, benoemd tot civiel- en militair gouverneur van Sumatra's Westkust. Tot het einde van 1848 was het zijn taak het gehele land tot rust te brengen; meermalen waren daartoe expedities nodig, zoals onder meer bij Daloe Daloe (1838), waar de laatste slag aan de Padri's werd toegebracht, de onderwerping van de kuststreek ten zuiden van Atjeh (1839-1840), de demping van de opstand van Batipoe, waarop Michiels werd bevorderd tot commandeur in de Militaire Willems-Orde. Hij onderwierp vervolgens in 1844 en 1845 de zuidwaarts gelegen districten. Ondanks alle uitstekende militaire hoedanigheden heeft hij aan de westkust van Sumatra vooral indruk gemaakt als beleidsvol staatsman, getuige zijn belangrijke rapporten en de uitkomsten van zijn bestuur. In afwachting van de komst van de hertog van Saksen Weimar-Eisenach, die tot commandant van het Indische leger was aangewezen, nam Michiels, in het begin van 1849, deze betrekking waar, maar al snel werd hij benoemd tot aanvoerder en gouvernementscommissaris van de derde expeditie naar Bali.

### Derde expeditie naar Bali

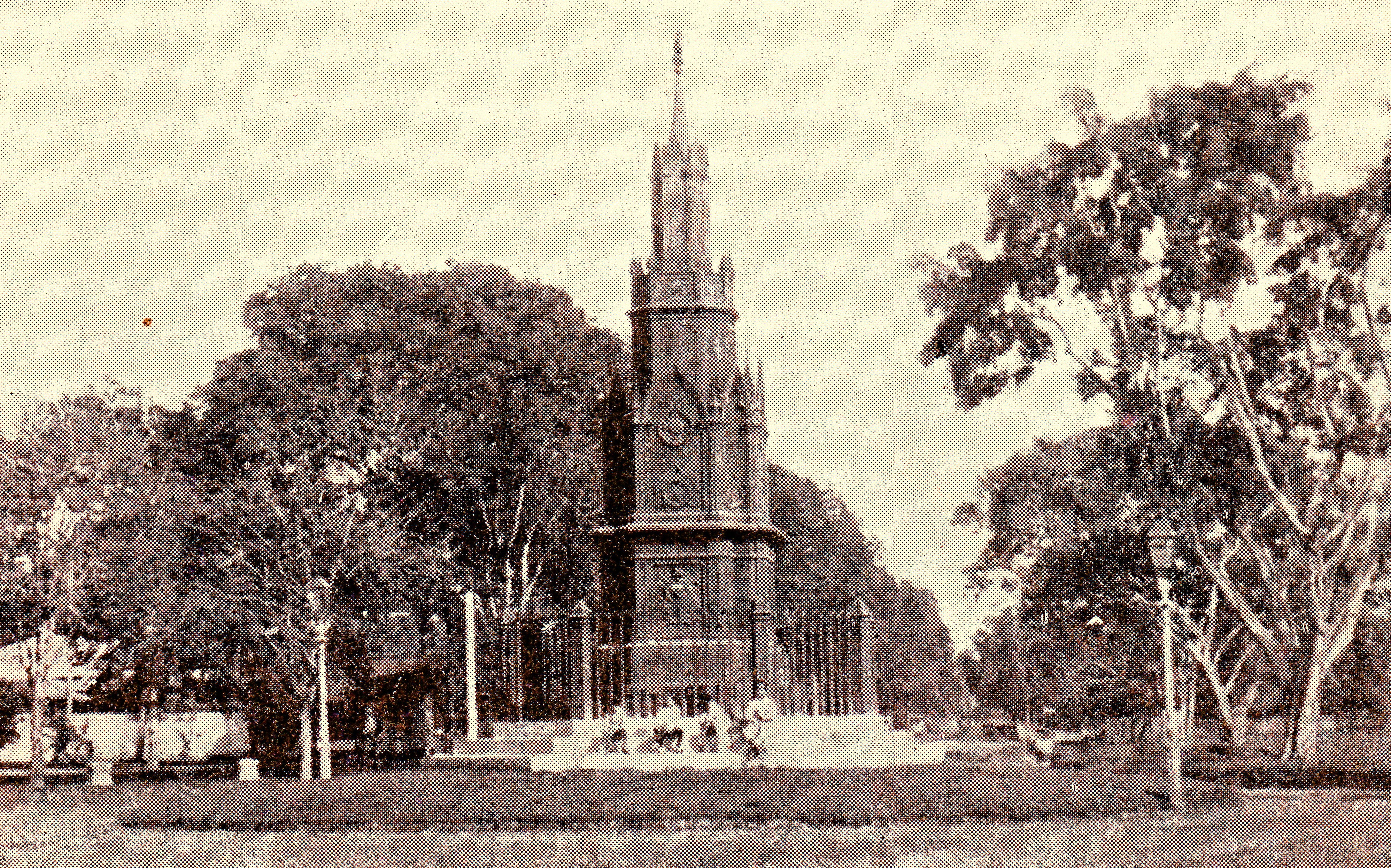
Monument voor Michiels te Batavia

Michiels werd gedurende de krijgsverrichtingen, bij het afweren van een nachtelijke aanval van de vijand, van het door hem veroverde Kasoemba, in de nacht van de 24ste op de 25ste mei, dodelijk gewond en overleed kort daarop. In het rapport van luitenant-kolonel van Swieten stond daarover: "Het was ruim drie uur in de namiddag van de 24ste mei, toen de troepen de voor hen bestemde woningen betrokken; er werd last gegeven, dat gedurende de nacht alles gekleed en gewapend zou moeten slapen en deze voorzorg was niet overbodig. Om 3 uur 's nachts werd bij het zevende bataljon infanterie geweervuur van al onze posten gehoord, die een nachtelijke aanval van de vijand aankondigde. Van de uitgestrekte kampong was alleen de kom, de omgeving van de bazar, bezet. Langs de brede weg, die voorwaarts van het zevende bataljon infanterie lag, kwamen ontelbare drommen Balinezen vooruit. Driemaal herhaalden zij de aanval en drie maal werden zij afgeslagen. Toen wendde de vijand zich naar rechts maar stuitte op het marine-bataljon, dat hen met een gericht vuur ontving. Op 6 à 7 punten tegelijk deed de vijand zijn aanval en drong voorwaarts, begunstigd door de duisternis en de kennis van het terrein, tot in het midden van de kampong, recht op het hoofdkwartier af. Op dat moment werd Michiels door een schot getroffen, dat hem dadelijk deed neerzinken. Maar zo het de vijand al gelukte in de kampong door te dringen, overal vond hij verdedigers, zodat hij genoodzaakt was met veel verlies terug te trekken. Michiels werd om half 8, onder geleide van een compagnie infanterie, en een detachement cavalerie naar Padang gebracht, waar zijn been dadelijk werd geamputeerd maar hij overleed om 11 uur".
Michiels werd op 1 juni te Batavia begraven. Zijn stoffelijk overschot werd gevolgd door de Minister van Staat, gouverneur-generaal Rochussen, de vicepresident en de leden van de Raad van Nederlands Indië, Z.H. de luitenant-generaal, commandant van het Nederlands-Indische leger, en door bijna alle ambtenaren en officieren en andere belangrijke ingezetenen. Bij zijn graf werd door de bisschop van Colophon, i.p.i. coadjutor van de apostolische vicaris P.M. Vrancken dienstgedaan en de gemeente toegesproken, terwijl kolonel der artillerie van Rijneveld de diensten van de overledene herdacht. Later werd er een monument ter ere van generaal Michiels opgericht.

### Trivia
Als gouverneur van Sumatra's Westkust deelde Michiels in 1843 een ernstige berisping uit aan Eduard Douwes Dekker, de assistent-controleur van het district Natal, wegens een kastekort. Michiels griefde Douwes Dekker diep door hem "eerloos" te noemen. Hij schorste Douwes Dekker en liet deze een jaar zonder inkomen in Padang bivakkeren. Michiels werd door Douwes Dekker later in diens Max Havelaar opgevoerd als "generaal Vandamme".

## Onderscheidingen
- Militaire Willems-Orde
  - Commandeur op 29 augustus 1841[1]
  - Officier op 22 november 1828[2]
  - Ridder der vierde klasse op 22 november 1828[3]

- Biografisch Portaal: 50070324
- Digitale Bibliotheek voor de Nederlandse Letteren: mich031
- Gemeinsame Normdatei: 138381836
- International Standard Name Identifier: 0000 0001 1774 1962
- Library of Congress Control Number: n2011014545
- Nederlandse Thesaurus van Auteursnamen: 072232080
- Virtual International Authority File: 89930618
- WorldCat: E39PBJjCMcvQFXTc6fVHcTgh73